# Maskerata (1958.)
Maskerata je hrvatska televizijska drama iz 1958. godine, nastala prema istoimenom djelu Miroslava Krleže, u režiji Slavka Andresa. Riječ je o jednoj od prvih suradnji Televizije Zagreb s regionalnim kazalištima izvan Zagreba, a drama je izvedena u produkciji varaždinskog kazališnog ansambla.
Premijerno je prikazana 30. ožujka 1958. iz studija Televizije Zagreb u Jurišićevoj ulici.

## Glumačka postava
- Sanda Langerholz
- Ivo Serdar
- Ivo Rogulja

## Produkcija
Uloge u ovoj televizijskoj drami povjerena je trojici mladih glumaca, tada novopridošlih članova varaždinskog ansambla: Sandi Langerholz, Ivi Serdaru i Ivi Rogulji. Prikazivanje Maskerate predstavlja prvi slučaj da je neko profesionalno kazalište izvan Zagreba nastupilo u izravnom televizijskom prijenosu.